# دویت
دویت (به فرانسوی: Doyet) یک کمون (فرانسه) در فرانسه است که در canton of Montmarault واقع شده‌است. دویت ۲۷٫۵۸ کیلومتر مربع مساحت دارد ۳۱۶ متر بالاتر از سطح دریا واقع شده‌است.